# Diogenichthys laternatus
Diogenichthys laternatus és una espècie de peix de la família dels mictòfids i de l'ordre dels mictofiformes.

## Morfologia
- Els mascles poden assolir 5 cm de longitud total.
- Nombre de vèrtebres: 29-32.[4]

## Reproducció
És ovípar amb larves i ous planctònics.

## Depredadors
A Rússia és depredat per Beryx splendens i Epigonus elegans.

## Hàbitat
És un peix marí i de clima subtropical que viu entre 0-2.091m de fondària.

## Distribució geogràfica
Es troba al Pacífic oriental (des de Califòrnia i Mèxic fins a Xile), l'Atlàntic, l'Índic i el Mar de la Xina Meridional.